# 송재헌
송재헌(宋哉憲, 1943년 ~)은 서울고등법원장 등을 역임한 법조인이다.

## 생애
1943년 함경남도 함흥에서 태어나 경기고등학교와 서울대학교 법과대학을 졸업하고 제4회 사법시험에 합격해 대구지방법원 등에서 판사를 하다가 서울고등법원 등에서 부장판사를 했다 서울지방법원 서부지원, 인천지방법원, 서울행정법원, 서울고등법원에서 법원장을 역임했다.
인천지방법원장으로 재직할 때 형사소송법상 매일 심리를 하게 되어 있는 집중 심리 제도가 정착될 수 있게 노력하였으며 1998년 3월에 설치한 서울행정법원에서 법원장을 하면서 "부당한 행정처분을 당한 민원인들이 행정법원에서 다시 한번 부당한 처분을 당하지 않도록 하라"고 강조하면서 행정 재판이 정착될 수 있도록 노력을 한 끝에 1999년 10월에 서울고등법원장에 임명되었다.

## 주요 판결
서울형사지방법원 판사로 재직하던 1974년 7월 19일에 한일병원 원장으로 있을 때 연구실적이 없는 직원 52명에게 학술연구비를 지급하거나 직원이 소개한 환자들의 진료비를 깍아주는 등 병원에 3000여만원의 손해를 끼친 업무상 배임과 거래 제약회사가 병원 운영보조비 형식으로 주는 의약품 할인액 등 120만원을 횡령한 손선석에 대해 벌금 20만월 선고했으며 중국요리점 아서원 등기부상 대표가 사망하자 장녀가 단속 상속인인 것처럼 등기부를 위조해 롯데제과공업 대표 신춘호에게 대지와 건물을 6천만원을 받고 매도한 관리인 2명에게 횡령죄를 적용하여 징역1년 집행유예2년을 선고했다.
대구고등법원 형사2부 재판장으로 재직하던 1987년 11월 12일에 형제복지원 사건 항소심 공판에서 유죄를 인정했으나 정상을 참작하여 주범에 대해 징역4년을 선고하는 등 피고인 7명에 대해 형량을 낮추고 주범의 아들에게 무죄를 선고했다.이후 대법원에서 특수감금죄는 정당방위라는 이유로 파기환송됐다.
서울고등법원 형사3부 재판장으로 재직하던 1989년 10월 26일에 성남 일대 유흥가에서
폭력을 휘두르다 구속되어 1심에서 징역1년6월이 선고된 솜리파 조직폭력배 피고인 9명에 대해 범죄단체 구성죄를 적용해 징역5년을 선고했다. 10월 30일에  절도와 강도는 형법의 같은 장에 적용되어 있으나 행위
유형이 다르므로 소년 시절의 절도죄와 그 뒤 두 차례의 강도죄만으로 절도의 상습성이 있다고 볼 수 없다고 하면서 보호감호 청구를 기각하면서 특수절도죄만을 인정하며 징역1년을 선고했다. 1990년 1월 19일에 집회 도중 집회시간이 끝났다는 이유로 해산을 종용한 경찰과 시비를 벌여 집시법과 폭력행위 처벌에 관한 법률 위반으로 구속되어 1심에서 징역3년을 선고받은 피고인에 대해 집시법 위바에 대해 무죄를 선고하면서 특수공무집행방해치상죄만 적용해 징역2년 집행유예4년을 선고했다. 1월 25일에 대전시내 유흥업소 주변에서 폭력을 일삼다 범죄단체 조직 등 혐의로 구속되어 1심에서 징역1년~집행유예2년을 선고받은 피고인 5명에 대한 항소심에서 "범죄단체란 구성원들이 최소한의 통솔 체계를 갖춰야 하는데 피고인들은 범죄를 공동 목적으로 하는 결합체를 조직한 것으로 볼 수 없다"며 이들 모두에게 무죄를 선고했다. 1월 29일에 10살 여자 어린이를 강제로 추행한 뒤에 살해하여 구속되어 1심에서 징역12년을 선고받은 이대우에게 무기징역을 선고했다. 5월 25일에 동양공업전문대학 학생 설인종 상해치사 사건으로 기소된 연세대학교, 고려대학교 학생 9명에 대한 항소심에서 1심에서 징역8년씩을 선고받은 양영준, 김중표에게 징역4년, 1심에서 징역7년을 선고받은 2명에게 각각 징역4년과 징역3년, 김현철에게 징역3년 집행유예4년,  1심에서 징역3년 집행유예5년을 선고받은 그외 4명의 항소를 기각했다. 또, 같은 날에는 전투경찰 복무 중에 탈영하여 전투경찰 해체 투쟁위원회를 결성해 위원장을 맡아서 국가보안법과 전경대 설치에 관한 법률 위반 등으로 구속되어 1심에서 징역2년 자격정지2년을 선고받고 항소한 양승균(23세)에게 징역1년6월 자격정지2년을 선고하면서 "전두환, 이순자를 체포해 구속하라"는 성명서를 제작해 배포한 것에 대한 이적표현물 제작, 반포는 무죄를 선고했다. 시영아파트 가짜 입주권을 장당 1500만원~2300만원씩 받고 팔아 30억원을 챙긴 혐의로 구속된 영등포구청 주택정비계장 박사원(57세)에 대해 항소를 기각하면서 원심대로 징역7년을 선고하고 박씨의 부인에게 원심을 깨고 징역5년을 선고했다. 6월 1일에 <민족해방운동사>란 대형 걸개 그림을 슬라이드로 제작해 평양축전에 보내 국가보안법위반으로 구속되어 1심에서 징역7년 자격정지7년을 선고받은 민족민중미술운동연합 공동대표 홍성담에 대해 원심대로 선고했다. 6월 11일에 평양축전 참가와 관련하여 국가보안법위반 혐의로 구속되어 1심에서 징역10년 자격정지10년과 징역8년 자격정지8년을 각각 선고받은 임수경과 문규현 신부에 대해 "감상적 통일론이든 이기적 영웅주의에 기초한 것이든 국민 여론을 무시하고 독선에 빠져 밀입북하여 자유민주적 기본질서를 위배한 사실이 인정된다"고 하면서도 "시대적 상황에 따라 평가를 달리할 수 있다"며 피고인 모두 징역5년 자격정지5년을 선고했다.7월 28일에 대낮에 남의 집에 들어가 아기를 돌보고 있던 부인을 칼로 위협해 금품을 요구하고 두 차례 성폭행하여 강도강간 혐의로 구속되어 1심에서 장기3년 단기2년6월의 징역을 선고받고 항소한 고등학생 오모군에 대해 장기5년 단기3년의 징역을 선고했다. 8월 10일에 설계업자들로부터 뇌물을 받아 구속되어 1심에서 징역3년 추징금 3580만원을 선고받은 전 건설부 도로국장 이경진(53세)에게  수뢰액이 2,000만원 이상인 때에는 사형·무기 또는 10년 이상의 징역에 처하는 특정범죄가중처벌법 위반 뇌물수수죄를 적용하여 징역3년 집행유예5년 추징금 3580만원을 선고했다. 같은 혐의로 1심에서 징역2년6월, 추징금 1100만원을 선고받은 전 한국전력 지중선사업처장 윤석공(56세)에게 징역2년6월 집행유예4년 추징금 1100만원을 선고했다.
서울고등법원 민사13부 재판장으로 재직하던 1991년 8월 29일에 "1989년 9월 MBC노조파업 걸개그림 사건을 보도한 동아일보가 MBC의 명예를 훼손했다"며 MBC가 동아일보를 상대로 사죄광고와 손해배상을 요구하며 제기한 소송에서 원고패소 판결한 원심을 인정하며 항소를 기각했다.